# Богенбай (Актюбинская область)
Богенбай (каз. Бөгенбай) — упразднённое село в Каргалинском районе Актюбинской области Казахстана. Входило в состав Алимбетовского сельского округа. Код КАТО — 154035200. Исключено из учётных данных в 2013 году.

## Население
В 1999 году население села составляло 59 человек (34 мужчины и 25 женщин). По данным переписи 2009 года в селе проживало 18 человек (11 мужчин и 7 женщин).